# Tiro ai XVI Giochi panamericani
Il tiro ai XVI Giochi panamericani si è svolto fra il Club Cinegético Jalisciense e il Polígono Panamericano de Tiro di Zapopan e Guadalajara rispettivamente, in Messico, dal 15 al 22 ottobre 2011. Gli Stati Uniti si sono affermati come grandi dominatori dell'evento, vincendo 10 delle 15 categorie in programma.

## Calendario
Tutti gli orari secondo il Central Standard Time (UTC-6).
| Giorno   | Data           | Inizio | Fine  | Evento                                            | Fase               |
| -------- | -------------- | ------ | ----- | ------------------------------------------------- | ------------------ |
| Giorno 3 | Dom 16 ottobre | 9:00   | 16:00 | 10m aria compressa pistola U/D                    | Preliminari/Finali |
| Giorno 4 | Lun 17 ottobre | 9:00   | 16:00 | 10m aria compressa carabina U/D                   | Preliminari/Finali |
| Giorno 5 | Mar 18 ottobre | 9:00   | 13:30 | 50m pistola uomini/Fossa olimpica donne           | Preliminari/Finali |
| Giorno 6 | Mer 19 ottobre | 9:00   | 15:00 | 50m a terra carabina uomini/Fossa olimpica uomini | Preliminari/Finali |
| Giorno 6 | Mer 19 ottobre | 9:00   | 15:00 | 25m pistola uomini                                | Preliminari/Finali |
| Giorno 7 | Gio 20 ottobre | 9:00   | 15:00 | Doppia fossa olimpica uomini                      | Preliminari/Finali |
| Giorno 8 | Ven 21 ottobre | 9:00   | 14:00 | 50m tre posizioni a terra Uomini/Skeet donne      | Preliminari/Finali |
| Giorno 9 | Sab 22 ottobre | 9:00   | 15:00 | 25m automatica uomini/Skeet uomini                | Preliminari/Finali |
| Giorno 9 | Sab 22 ottobre | 9:00   | 15:00 | 50m tre posizioni carabina donne                  | Preliminari/Finali |

## Risultati

### Uomini
| Evento                | Oro              | Argento          | Bronzo          |
| Carabina              |                  |                  |                 |
| 10m aria compressa    | Matthew Rawlings | Jonathan Hall    | Gonzalo Moncada |
| 50m tre posizioni     | Jason Parker     | Matthew Wallace  | Bruno Heck      |
| 50m a terra           | Michael McPhail  | Alex Suligoy     | Jason Parker    |
| Pistola               |                  |                  |                 |
| 10m aria compressa    | Daryl Szarenszki | Roger Daniel     | Júlio Almeida   |
| 25m automatica        | Emil Milev       | Juan Pérez       | Franco Di Mauro |
| 50m                   | Sergio Sánchez   | Daryl Szarenszki | Júlio Almeida   |
| Tiro a volo           |                  |                  |                 |
| Fossa olimpica        | Jean Pierre Brol | Danilo Caro      | Roberto Schmits |
| Doppia fossa olimpica | Glenn Eller      | José Torres      | Luiz da Graça   |
| Skeet                 | Vincent Hancock  | Guillermo Torres | Juan Rodríguez  |

### Donne
| Evento             | Oro             | Argento            | Bronzo               |
| Carabina           |                 |                    |                      |
| 10m aria compressa | Emily Carusi    | Eglys de la Cruz   | Rosa del Carmen Peña |
| 50m tre posizioni  | Dianelys Pérez  | Eglys de la Cruz   | Sarah Beard          |
| Pistola            |                 |                    |                      |
| 10m aria compressa | Dorothy Ludwig  | Maribel Pineda     | Sandra Uptagrafft    |
| 25m                | Ana Luiza Mello | Sandra Uptagrafft  | Maribel Pineda       |
| Tiro a volo        |                 |                    |                      |
| Fossa olimpica     | Miranda Wilder  | Lindsay Boddez     | Kayle Browning       |
| Skeet              | Kimberley Rhode | Francisca Crovetto | Melisa Gil           |

## Medagliere
| Posizione | Nazione           | Oro | Argento | Bronzo | Totale |
| --------- | ----------------- | --- | ------- | ------ | ------ |
| 1         | Stati Uniti       | 10  | 4       | 4      | 18     |
| 2         | Guatemala         | 2   | 0       | 0      | 2      |
| 3         | Cuba              | 1   | 4       | 1      | 6      |
| 4         | Canada            | 1   | 1       | 0      | 2      |
| 5         | Brasile           | 1   | 0       | 6      | 7      |
| 6         | Argentina         | 0   | 1       | 1      | 2      |
| 6         | Cile              | 0   | 1       | 1      | 2      |
| 6         | Venezuela         | 0   | 1       | 1      | 2      |
| 9         | Colombia          | 0   | 1       | 0      | 1      |
| 9         | Porto Rico        | 0   | 1       | 0      | 1      |
| 9         | Trinidad e Tobago | 0   | 1       | 0      | 1      |
| 12        | Messico           | 0   | 0       | 1      | 1      |